# فروغر (لعبة فيديو 1997)
فروغر (بالإنجليزية: Frogger)‏، ويطلق أيضاً عودة فروغر (Frogger: He's Back!)، هي لعبة فيديو بريطانية من نوع أكشن، صدرت اللعبة في الأسواق سنة 1997، وتعمل لمنصتي بلاي ستيشن ومايكروسوفت ويندوز، تم تطوير اللعبة من قبل إس سي إي غيريلا كامبريدج ونشرها شركة هاسبرو إنتراكتيف الأمريكية، وتملكها العلامة التجارية الحصرية لشركة كونامي اليابانية.